# Palatális, zöngétlen zárhang
A palatális, zöngétlen zárhang egyes beszélt nyelvekben használt mássalhangzó. A nemzetközi fonetikai ábécé (IPA) e hangot a c jellel jelöli, X-SAMPA-jele pedig c. A magyar nyelvben ezt a hangot a ty betű jelöli.
Hasonló a [tʃ] posztalveoláris, zöngétlen affrikátához (vö. magyar csak), de ez zárhang, nem affrikáta, és a [tʃ]-nél hátrébb, a [k]-nál (vö. magyar kár) viszont előrébb képződik. Minthogy nem olyan könnyű úgy megérinteni a nyelvvel a kemény szájpadlást, hogy közben a fogmeder hátsó részét nem érinti, a [c] általánosságban ritkább a [tʃ]-nél.
A <c> mint fonetikai jel gyakran jelöli a [tʃ]-t vagy más hasonló affrikátákat például az ind nyelvekben. Ez olyankor fogadható el, ha a képzéshelyet szükséges megadni, de a zárhang és az affrikáta közötti különbség nem kontrasztív, ezáltal másodlagos.

## Jellemzői
A palatális, zöngétlen zárhang jellemzői:
- Képzésmódja zárhang (explozíva), ami annyit tesz, hogy létrehozásakor elzáródik a toldalékcsőben haladó légáramlat, majd ez a zár (a nazálisok kivételével) hirtelen feloldódik (felpattan).
- Képzéshelye palatális, vagyis a nyelv középső vagy hátsó részét a kemény szájpadláshoz illesztve jön létre.
- Zöngésségi típusa zöngétlen, így a hangszalag rezgése nélkül képződik.
- Orális mássalhangzó, azaz a levegő a szájon át tudja elhagyni a beszédképző szerveket.
- Centrális mássalhangzó, tehát a légáram a nyelv közepénél halad át, nem pedig a szélénél.
- Légáram-mechanizmusa pulmonikus egresszív, vagyis a levegőt pusztán a tüdővel és a rekeszizommal kilélegezve képezhető, akárcsak a legtöbb más beszédhang.

## Előfordulása
| Nyelv                  | Nyelv                           | Szó      | IPA           | Jelentés                                         | Jegyzet                                                                    |
| ---------------------- | ------------------------------- | -------- | ------------- | ------------------------------------------------ | -------------------------------------------------------------------------- |
| albán                  | albán                           | kuq      | [kuc]         | ’vörös’                                          |                                                                            |
| asu                    | asu                             | [cúma]   | [cúma]        | ’varrni’                                         |                                                                            |
| baszk                  | baszk                           | ttantta  | [canca]       | ’cseppecske’                                     |                                                                            |
| cseh                   | cseh                            | čeština  | [ˈtʃɛʃ.cɪ.na] | ’cseh nyelv’                                     | lásd cseh hangtan                                                          |
| dinka                  | dinka                           | car      | [car]         | ’fekete’                                         |                                                                            |
| ega                    | ega                             | [cá]     | [cá]          | ’ért’                                            |                                                                            |
| luganda                | luganda                         | caayi    | [caːji]       | ’tea’                                            |                                                                            |
| görög                  | görög                           | κέδρος   | [ˈce̞ðro̞s̠]     | ’cédrus’                                         | lásd újgörög hangtan                                                       |
| gweno                  | gweno                           | [ca]     | [ca]          | ’jönni’                                          |                                                                            |
| holland                | holland                         | tjeef    | [ceːf]        | ’katolikus’ (pejoratív, Flandriában használatos) | lásd holland hangtan                                                       |
| ír                     | ír                              | ceist    | [cɛʃtʲ]       | ’kérdés’                                         | lásd ír hangtan                                                            |
| izlandi                | izlandi                         | gjóla    | [couːla]      | ’enyhe szél’                                     |                                                                            |
| katalán                | mallorcai                       | tronc    | [ˈtronʲc]     | ’törzs’                                          | A más nyelvváltozatokban használt /k/-nak felel meg. Lásd: katalán hangtan |
| khmer                  | khmer                           | ចាប       | [caap]        | ’madár’                                          | A hehezetes és hehezet nélküli alakok közt szembenállás van.               |
| kinyarwanda            | kinyarwanda                     | ikintu   | [iciːnhu]     | ’kérdés’                                         |                                                                            |
| korzikai               | korzikai                        | chjodu   | [ˈcoːdu]      | ’köröm’                                          | A gallurese nyelvjárásban is megtalálható                                  |
| lett                   | lett                            | ķirbis   | [ˈcirbis]     | ’sütőtök’                                        |                                                                            |
| macedón                | macedón                         | вреќа    | [ˈvrɛca]      | ’zsák’                                           |                                                                            |
| magyar                 | magyar                          | tyúk     | [cuːk]        | ’tyúk’                                           | lásd magyar hangtan                                                        |
| norvég                 | északi és központi nyelvjárások | fett     | [fɛcː]        | ’kövér’                                          | lásd norvég hangtan                                                        |
| nyugati sivatagi nyelv | nyugati sivatagi nyelv          | kutju    | [kucu]        | ’egy’                                            |                                                                            |
| okcitán                | limousin                        | tireta   | [ciˈʀetɒ]     | ’fiók’                                           |                                                                            |
| okcitán                | auvergnat                       | tirador  | [ciʀaˈdu]     | ’fiók’                                           |                                                                            |
| plautdietsch           | plautdietsch                    | Kjoakj   | [coac]        | ’templom’                                        |                                                                            |
| román                  | román                           | chin     | [cin]         | ’kín’                                            | A /k/ allofónja /i/ és /e/ előtt. Lásd román hangtan.                      |
| romans                 | sursilvan                       | notg     | [nɔc]         | ’éjszaka’                                        |                                                                            |
| romans                 | sutsilvan                       | tgàn     | [caŋ]         | ’kutya’                                          |                                                                            |
| romans                 | surmiran                        | vatgas   | [ˈvɑcɐs]      | ’tehenek’                                        |                                                                            |
| romans                 | puter                           | zücher   | [ˈtsycər]     | ’cukor’                                          |                                                                            |
| romans                 | vallader                        | müs-chel | [ˈmyʃcəl]     | ’moha’                                           |                                                                            |
| szlovák                | szlovák                         | deväť    | [ˈɟɛvæc]      | ’kilenc’                                         |                                                                            |
| tadaksahak             | tadaksahak                      | ?        | [cɛːˈnɐ]      | ’kicsi ’                                         |                                                                            |
| török                  | török                           | köyün    | [cʰœˈjyn]     | ’falu’ (birt.)                                   | lásd török hangtan                                                         |
| vietnámi               | vietnámi                        | cho      | [cɔ]          | ’adni’                                           | Változata: [t͡ɕɔ]. Lásd vietnámi hangtan                                    |